# 商标冲淡
商标冲淡（trademark dilution），又称商标淡化，是指通过使用与驰名商标相同或相近的标识，削弱其识别性或显著性，是一种针对驰名商标进行商标侵权的行为。

## 分类
商标冲淡可以分为三类，即 “弱化”（blurring），“丑化”（tarnishment），与“退化”（genericide）。
弱化，是将驰名商标相同相近的标识用在其他商品上，导致其显著性被削弱的做法。具体如将“柯达”这一相机品牌注册为自行车的商标。虽然一个驰名商标的拥有者可以自己将该商标应用于各类商品上，但如果由任由他人将相同相近商标注册并使用，将减弱消费者眼中该商标与其原拥有者的联系。
丑化，是将与驰名商标相同相近的商标用在较低档次较差质量的商品或服务上。驰名商标可能往往有自己的定位，他人无视该定位将相同相近商标不当使用，削弱原商标所建立起的商誉（good will），如将“中央一套”注册为避孕套的商标，可能就构成了商标丑化的行为。
退化即将驰名商标作为通用商標使用，最终导致其丧失显著性的行为。